# Häradshammar
Häradshammar är kyrkbyn i Häradshammars socken i Norrköpings kommun i Östergötlands län. Den ligger sydost om Östra Husby.
I byn återfinns Häradshammars kyrka.